# La Marchande de petits pains pour les canards
La Marchande de petits pains pour les canards est le titre d'une série de dix-huit nouvelles publiée par René Boylesve en 1913, et dont la première a donné son nom  à l'ouvrage.

## Résumé

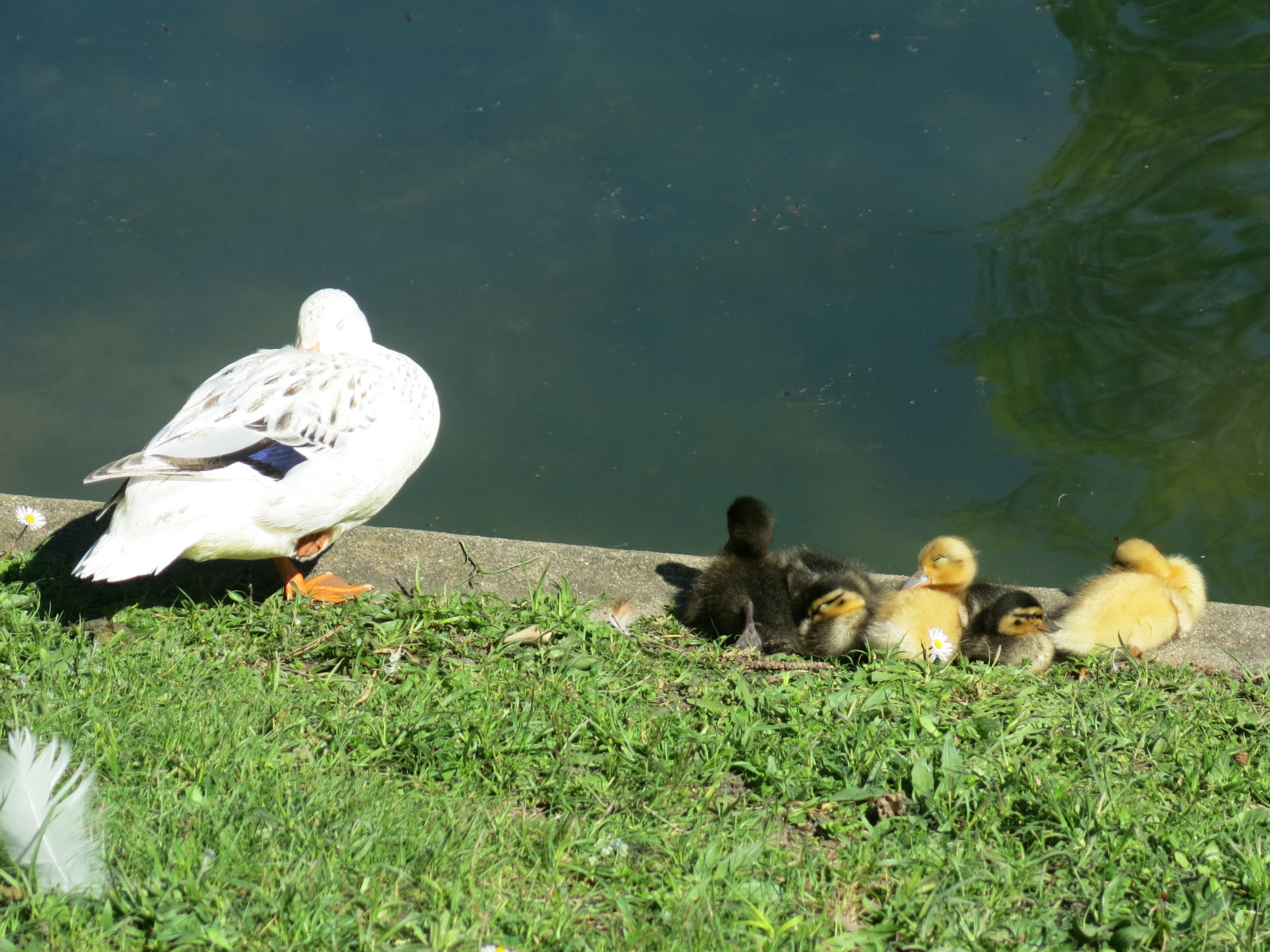
Canards au bois de Boulogne.

La Marchande de petits pains pour les canards est une pauvre vieille femme malade qui vend du pain pour les oiseaux et du coco dans le bois de Boulogne. Elle raconte naïvement aux passants ses malheurs et son incompréhension du monde.
Le Gardien de chantiers surveille chaque nuit, accompagné de son chien Baladin, un chantier de construction à Passy. Le narrateur se prend d'amitié pour lui et apprend que cet homme a été entrepreneur et a fait faillite. La conscience de sa déchéance fait qu'il ne réagit pas au vol de son chien, perpétré par quelqu'un qui connaît son passé, et  qu'ainsi il dépérit peu à peu, jusqu'à en mourir.
Mesdames Desblouze, mère et fille, vivent pauvrement à Poitiers. Armande, la fille, sans dot, peine à trouver un époux. Pourtant, elle séduit un homme dont le mariage religieux est en passe d'être annulé. Cette demande, qui tarde à aboutir, est finalement refusée, et le mariage ne pourra pas avoir lieu.
La Paix : c'est ce à quoi aspire un couple de Parisiens au bord de la mer. Au crépuscule, en bord de mer, le silence semble se faire mais une rumeur enfle, celle du petit monde des puces de mer et des créatures de la grève qui s'animent et s'entre-dévorent. Le couple abandonne alors la place et revient vers sa villa d'où ils n'entendent plus le murmure de la plage, même s'ils savent que « la paix » n'existe pas. 
Grenouilleau est le fils d'un ouvrier que son patron emmène à Nice pour le confronter à la présence des Peaussier, un couple de ses amis, des nouveaux riches. Grenouilleau n'est pas ébloui par Nice, qu'il préfère visiter seul, et il choisit de manger à la cuisine en compagnie des domestiques plutôt qu'à table avec les Peaussier.
L'individu qui depuis quelques jours se dissimule dans un bois de sapins au  bord de la mer inquiète les habitants des villas voisines de la côte normande ; c'est en fait un habitant de Guerchy dans l'Yonne qui depuis quarante ans rêvait de voir la mer.
Ce bon Monsieur... Ménétrier vient de mourir. C'était un vieillard dont la seule distraction, dans sa maison de retraite, était de jouer au bésigue avec d'autres pensionnaires ; il avait réussi à convertir les religieuses qui géraient la maison de retraite. Sa famille et ses amis s'étaient même cotisés pour que les parties, très faiblement intéressées, puissent se jouer.
Romance : un jardin est interdit depuis qu'une jeune fille y a contracté la maladie qui l'a emportée. Un enfant, fasciné par le portrait de cette femme, décide de pénétrer dans le jardin pour y mourir lui aussi. Il y est enfermé par mégarde. Quand on le libère, il pense avoir partagé, quelques heures, le destin de la jeune fille.
Gothon est une vieille servante. Alors qu'elle part en retraite, la femme sur qui elle a veillé pendant des années découvre l'affection qu'elle éprouvait pour cette domestique humble et effacée, mais qui eut pourtant dans la formation de son caractère une importance peut-être plus grande que ses propres parents.
Les Augustin reçoivent à dîner mais M. Augustin est en retard. Sa femme s'inquiète de plus en plus tandis que les invités tentent en vain de la rassurer. L'Attente se prolonge et lorsqu 'enfin M. Augustin grimpe les escaliers, sa femme, qui croit entendre les pas d'un porteur de mauvaises nouvelles, s'effondre terrassée par une crise cardiaque.
Le Client se fait rare chez le plagiste. Aussi, lorsqu'un couple d'Anglais s'approche avec son chien, il est accueilli avec déférence, bien que l'animal s'en prenne au chien-loup de la maison ; l'intervention d'un passant n'y change rien. Les Anglais repartent sans consommer, et c'est le passant charitable qui a droit à un verre gratuit.
Ce qui ne se peut pas ; M. Bullion a fait construire pour ses domestiques une salle de bains au fond du jardin, mais ils ne n'utilisent pas : ils se baignent dans un baquet, dans la buanderie. Prendre un bain dans une si belle pièce, avoir des habitudes de bourgeois, être ainsi exposés au qu'en-dira-t-on leur est impossible.
Le Paysage admirable que l'on découvre depuis le jardin d'une villa sur les hauteurs de Nice n'est goûté que par un peintre et un poète, visiteurs de hasard. Les locataires de la villa pour la belle saison, qui passent leur journée en ville ou chez des amis et ne rentrent chez eux qu'à la nuit tombée, maudissent le peu d'intérêt de leur demeure estivale.
L'Étoffe à l'envers ou l'initié : madame Petit exige des rideaux violets, mais ne trouve qu'une étoffe dont l'envers est violet. Elle commande à Lespinglé, son tapissier, de l'employer à l'envers. D'abord réticent, il s'habitue aux rideaux, fier aussi de cette forme de connivence avec Mme Petit, au point de railler ceux qui s'étonnent de cette étoffe utilisée à l'envers.
La Conversation : Marie raconte à son amie Lucile que son mari la trompe depuis trois ans mais qu'elle n'éprouve aucun besoin de lui rendre la pareille, ce que Lucile ne comprend pas. Plus tard, Marie avoue à Lucile qu'elle s'apprête à tromper son mari, et c'est alors Lucile qui trouve le procédé abominable : ce que l'on dit n'est pas ce qu'il convient de faire.
Stanislas Rondache, qui s'occupe d'un obscur journal de province, rencontre le rédacteur en chef d'un grand quotidien parisien auquel il avoue qu'après la mort de son « propriétaire-gérant et rédacteur », ce petit journal n'a dû son salut qu'en plagiant le grand quotidien, pratique qu'il imagine connue de tous puisque son journal est expédié à Paris.
Pour la première fois en dix ans de mariage, Huguette doit laisser Louis seul. Elle le recommande à des amis qui l'invitent à tour de rôle, situation si confortable que le retour de sa femme dérange Louis ; il rédige, pour expliquer son absence à une excursion projetée, un brouillon de lettre commençant par « Patatras ! » et qu'Huguette trouve dans la corbeille.
Les Quinqueton, un père et son fils, habitant l'un Vendôme et l'autre Paris, se mentent mutuellement sur leur situation financière bien moins florissante qu'ils ne le laissent croire, le fils pour ne pas décevoir son père mais convaincu que le chance va enfin tourner, le père pour pouvoir continuer à aider son fils, espérant que celui-ci pourra à son tour l'assister.

## Analyse de l'œuvre
L'ouvrage est dédié à Fernand Vandérem pour qui Boylesve a rédigé une préface inédite ; elle accompagnait l'exemplaire remis à Vandérem.
Les contes qui composent le recueil ont été publiés individuellement dans des journaux ou des revues entre 1900 et 1912 et seule la date de rédaction de Romance est connue : 1896. Cinq des nouvelles figurant dans ce recueil sont des versions remaniées de textes déjà parus quatre ans plus tôt en volume dans La Poudre aux yeux et qui, pour certains, feront encore l'objet d'aménagements et de nouvelles publications.
Les lieux décrits dans Mesdames Desblouze sont ceux du Poitiers que fréquenta Boylesve collégien, l'enterrement de Ce Bon Monsieur est celui de son grand-père Julien, et les nouvelles se déroulant au bord de la mer s'inspirent des paysages de Tourgéville et Benerville-sur-Mer que Boylesve observait chez ses beaux-parents. Dans Romance, Boylesve prête à Clémence de Grébauval les traits de sa mère disparue, en se basant sur un ancien daguerréotype conservé par son père, le jardin s'inspire de celui de la famille de René Boylesve à Descartes et le narrateur du conte est Boylesve lui-même,.

## Éditions
- La Marchande de petits pains pour les canards, Calmann-Lévy, 1913, 1913 p.

## Pour en savoir plus